# Indicateur de Wahlberg
Prodotiscus regulus
Pour les articles homonymes, voir Wahlberg.
Espèce
Statut de conservation UICN

 LC  : Préoccupation mineure
L'Indicateur de Wahlberg (Prodotiscus regulus) est une espèce d'oiseaux de la famille des Indicatoridae.
Cet oiseau est répandu en Afrique subsaharienne (rare en Afrique centrale et australe et de manière dissoute en Afrique de l'Ouest).

## Étymologie
Son nom vernaculaire est un hommage au naturaliste suédois Johan August Wahlberg.

## Description
Ce petit oiseau d'environ 14 cm de long a un petit bec pointu et un dos brun, ce qui le distingue de l'Indicateur gris, dont il est très similaire.

## Mode de vie

### Habitat
L'Indicateur de Wahlberg se rencontre en forêt sèche ou humide, dans les plaines et dans les savanes. C'est un oiseau généralement discret,.

## Menaces et protections
L'UICN n'a pas évalué le statut de conservation de l'Indicateur de Wahlberg.

## Liste des sous-espèces
- Prodotiscus regulus camerunensis Reichenow, 1921
- Prodotiscus regulus regulus Sundevall, 1850